# Alexandr Fier
Alexandr Fier est un joueur d'échecs brésilien né le 11 mars 1988 à Joinville (Santa Catarina).
Au 1er mars 2016, Alexandr Fier est le numéro un brésilien et le 171e joueur mondial avec un classement Elo de 2 620.

## Biographie et carrière
Grand maître international depuis 2007, il a joué dans l'équipe du Brésil lors de cinq olympiades (en 2004, 2006, 2010, 2012 et 2014).
Fier a représenté le Brésil lors de sept coupes du monde d'échecs :
| Année | Lieu            | Résultat      | Ultimes adversaires    | Adversaires battus |
| ----- | --------------- | ------------- | ---------------------- | ------------------ |
| 2009  | Khanty-Mansiïsk | premier tour  | Aleksandr Khalifman    |                    |
| 2011  | Khanty-Mansiïsk | deuxième tour | Aleksandr Morozevitch  | Wang Yue           |
| 2013  | Tromsø          | deuxième tour | Baskaran Adhiban       | Radosław Wojtaszek |
| 2015  | Bakou           | premier tour  | Julio Granda Zuniga    |                    |
| 2017  | Tbilissi        | premier tour  | Étienne Bacrot         |                    |
| 2021  | Sotchi          | deuxième tour | Vidit Santosh Gujrathi | Jerguš Pecháč      |
| 2023  | Bakou           | deuxième tour | Ray Robson             | Gábor Nagy         |

Alexandr Fier a remporté cinq fois le championnat du Brésil d'échecs en 2005, 2017, 2019, 2022 et 2024.